# Endasys striatus
Endasys striatus är en stekelart som först beskrevs av Kiss 1924.  Endasys striatus ingår i släktet Endasys och familjen brokparasitsteklar. Arten är reproducerande i Sverige. Inga underarter finns listade i Catalogue of Life.